# Julia Child
Julia Child (eredetileg McWilliams) (Pasadena, Kalifornia, 1912. augusztus 15. – Montecito, Kalifornia, 2004. augusztus 13.) amerikai szakács, író, televíziós személyiség. Leginkább arról híres, hogy a francia konyhaművészetet megismertette az amerikaiakkal, először szakácskönyve, a Mastering the Art of French Cooking („A francia konyhaművészet elsajátítása”), majd az ezt követő televíziós főzőműsora, a The French Chef segítségével („A francia főszakács”), amit 1963-tól kezdve vezetett.

## Gyermekkora és iskolái
Julia Carolyn McWilliams néven született Pasadenában (Kalifornia) John McWilliams, Jr. lányaként, aki a Princetoni Egyetemen végzett. Anyja Julia Carolyn ("Caro") Weston, egy papírgyár örököse volt. Juliának két testvére volt, ő volt a legidősebb.
A középiskoláig magassága elérte az 1,88 métert. Szívesen teniszezett, golfozott, kosárlabdázott. A sportolást a Smith College főiskola alatt sem hagyta abba. 1934-ben végzett, fő tárgya az angol nyelv volt. A főiskola 2004-es sajtóhíre szerint fő tárgya a történelem volt.
A főiskola elvégzése után New Yorkba költözött, ahol gépíróként dolgozott a W. & J. Sloane lakberendezési cég reklámosztályán. 1937-ben visszatért Kaliforniába, ahol a következő négy évben helyi lapoknak írt, reklámok készítésében működött közre és önkéntesként a pasadenai Junior League-ben dolgozott.

## A második világháború alatt
Az Office of Strategic Services-nél (OSS) kezdett dolgozni, miután az amerikai hadsereg és a tengerészet nem vette fel, mert túl magas volt. Eleinte gépíróként dolgozott az OSS Washingtonban lévő főhadiszállásán, de képesítése és tapasztalata miatt hamarosan előléptették szigorúan titkos kutatói beosztásba. Közvetlenül William Joseph Donovan tábornok alatt dolgozott. Egy évig az OSS Emergency Rescue Equipment Section (ERES) osztályán alkalmazták. 1944-ben áthelyezték Ceylonba (ma Srí Lanka). Itt titkos és bizalmas információk katalogizálásával és továbbításával foglalkozott. Később áthelyezték Kínába, ahol az OSS titkárság vezetője lett és kitüntetést is kapott. Más OSS iratokkal ellentétben Child aktáját 2008-ban feloldották a titkosság alól, a teljes anyag hozzáférhető online.
Mialatt Ceylonban tevékenykedett, megismerkedett Paul Cushing Childdal, aki ugyancsak OSS-alkalmazott volt. 1946. szeptember 1-jén összeházasodtak Lumberville-ben (Pennsylvania), majd Washingtonba költöztek. Child, aki eredetileg New Jersey-i lakos volt egy időben Párizsban élt, mint művész, és ismert volt kényes ízléséről. Ő ismertette meg feleségét a francia konyhával. Child az amerikai külszolgálatnál (United States Foreign Service) kezdett dolgozni. A házaspár 1948-ban Párizsba költözött, amikor az amerikai külügyminisztérium Pault Párizsba helyezte át. A párnak nem volt gyermeke.

## Franciaországban
Child később többször is szívesen emlékezett vissza, hogy első étkezése Rouenben kulináris megvilágosodás volt a számára. Az étkezés során osztriga, sole meunière és finom francia bor volt terítéken. A The New York Timesnak küldött cikkében azt írta: „úgy éreztem, szabaddá váltam és lelkierővel töltődtem fel”.
Párizsban beiratkozott a neves Le Cordon Bleu főzőiskolába, majd később magánúton Max Bugnard-tól és más mesterszakácsoktól tanult. Belépett a Cercle des Gourmettes nevű női főzőklubba, ahol találkozott Simone Beckkel, aki éppen francia szakácskönyvet írt amerikaiak számára, barátnőjével, Louisette Bertholle-lal együtt. Beck azt javasolta Childnak, legyen társszerzőjük, mert ez segítette volna a könyv amerikai sikerét.
1951-ben Child, Beck és Bertholle megnyitották „főzőiskolájukat” Child párizsi konyhájában, amit École des trois gourmandes-nak neveztek („a három ínyenc iskolája”). A következő évtizedben Julia Child és férje körbeutazták Európát, majd az egyesült államokbeli Cambridge-ben telepedtek le (Massachusetts állam). Eközben a három hölgy folyamatosan kereste, tesztelte és alakította a recepteket. Julia Child a recepteket angolra fordította és részletes gyakorlati megjegyzéseket fűzött hozzájuk, amitől azok érdekesebbé és jobban megvalósíthatóvá váltak.
1963-ban Childék a franciaországi Provence-ban házat építettek Plascassier település közelében, a Cannes fölötti hegyekben, Simone Beck társszerző és férje, Jean Fischbacher birtokán. Childék a háznak a „La Pitchoune” nevet adták, aminek jelentése provansz dialektusban „a kicsike”.

## Az első közönségsikere
A három leendő könyvszerző előzetes szerződést írt alá Houghton Mifflin kiadóval, aki azonban később visszalépett, mert úgy vélte, hogy „a könyv inkább enciklopédia, mint szakácskönyv”. 1961-ben Alfred A. Knopf adta ki az akkoriban szokatlanul nagy méretű, 734 oldalas művet, Mastering the Art of French Cooking címmel. A könyv azonnal bestseller lett és a kritikusok is dicsérték. Ez részben az 1960-as évek elején megjelenő amerikai érdeklődésből fakadt a francia kultúra iránt. A kritikusok áradoztak a jól használható illusztrációk és a minden részletre kiterjedő leírások miatt, mivel így a receptek akár kezdő háziasszonyok számára is megvalósíthatóvá váltak. A könyv még napjainkban is forgalomban van (2010-es évek), több főzőiskola alapműként tekint rá.
A könyv sikerét követően Child cikkei színes magazinokban jelentek meg; rendszeres rovata volt a The Boston Globe-nál. Julia Child közel húsz könyvet írt, önállóan vagy másokkal közösen. Utolsó könyve, amit unokaöccsével, Alex Prud'homme-mal együtt írt, az önéletrajza volt, My Life in France címmel jelent meg (Életem Franciaországban) 2006-ban, halála után. A könyvben leírja életét Paul Childdal a háború utáni Franciaországban.

## Televíziós karrier

Julia Child a KUHT tévécsatorna stúdiójában, valamikor az 1960-as években

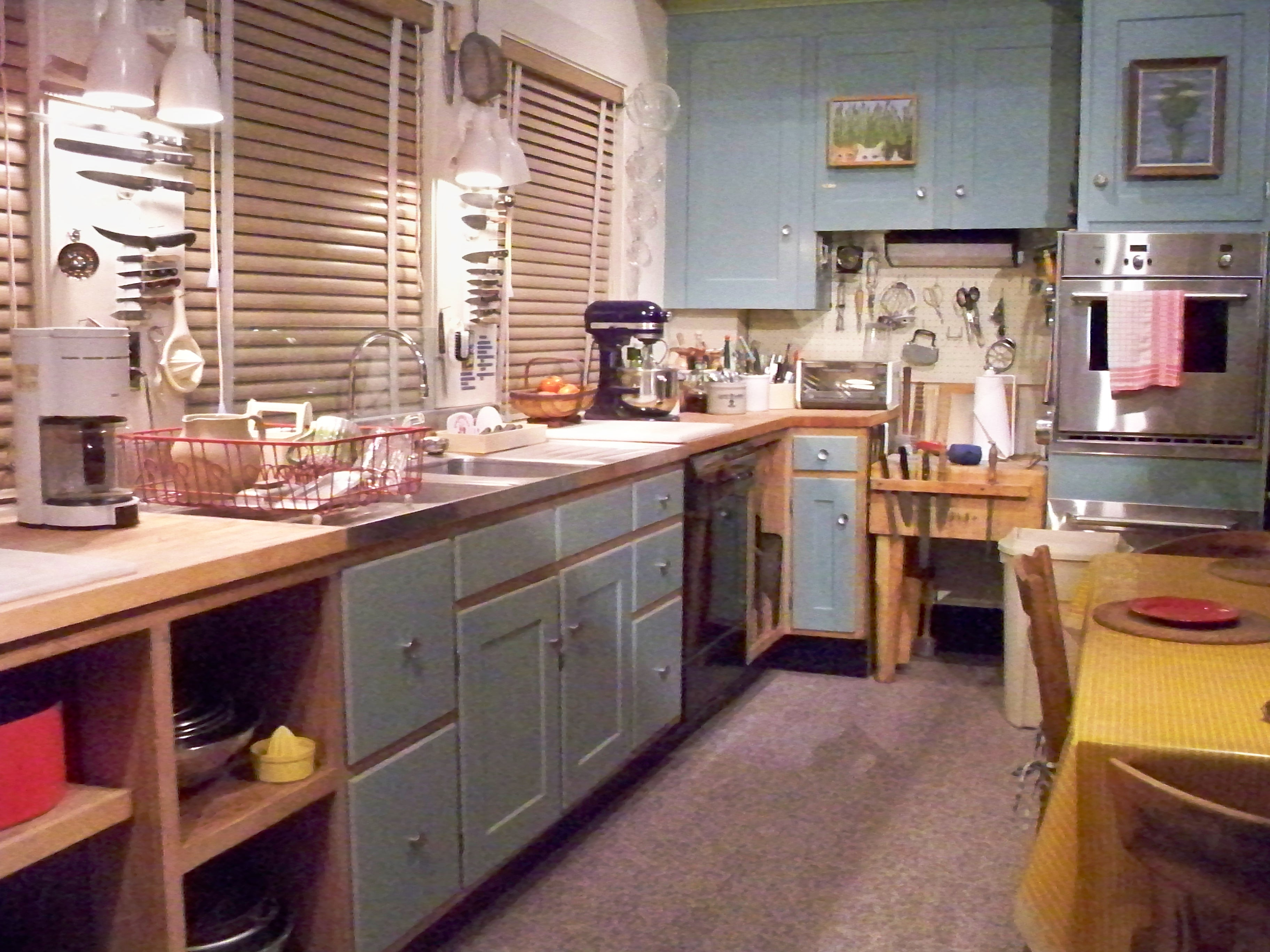
A „Julia Child konyhája” tévéműsor díszlete a Smithsonian National Museumban

Miután 1962-ben egyik könyvéről beszámolt egy bostoni tévécsatorna (National Educational Television - „nemzeti oktató televízió”), és meghívták egy főzőbemutatóra, ahol a nézők tetszésére omlettet készített, kézenfekvő volt, hogy önálló műsort kapjon. Ennek címe: The French Chef („A francia főszakács”) lett, aminek első adása 1963. február 11-én volt a WGBH tévécsatornán. A műsor azonnali siker volt, amit országosan átvettek más hálózatok és tíz évig futott. A műsorért Peabody- és Emmy-díjat kapott. Ez volt az első olyan Emmy-díj, amit oktatóműsornak ítéltek oda. Nem Julia Child volt az első, aki televízióban szakácsként szerepelt, de őt nézték a legtöbben. Stílusa közvetlen és bátorító volt.
Child második könyve, a The French Chef Cookbook („francia szakácskönyv”) a tévében bemutatott receptek gyűjteménye volt. 1971-ben jelent meg a Mastering the Art of French Cooking, Volume Two („a francia konyhaművészet elsajátítása, 2. rész”), amit Simone Beckkel közösen írt. Ebben már nem vett részt Louisette Bertholle, akivel kapcsolatuk megromlott. Julia Child negyedik könyve, a From Julia Child's Kitchen („Julia Child konyhájából”) a férje által készített fényképekkel jelent meg, és Julia tévéműsor alatt leírt megjegyzéseit is tartalmazta.
Az 1970-es és 1980-as években Julia Child több tévés műsor sztárja volt, köztük a Julia Child & Company, Julia Child & More Company és Dinner at Julia's-nak.
1979-es könyve, a Julia Child and More Company elnyerte az amerikai könyvek díját. 1981-ben megalapította a „bor és étel” intézetét, aminek feladata volt, hogy „elősegítse a minőségi borok és ételek elfogadását és megértését”. 1989-ben kiadta szándéka szerint mindent összefoglaló, legnagyobb művét, a The Way To Cook-at („a főzés módja”), ami a könyv mellett videót is tartalmazott.

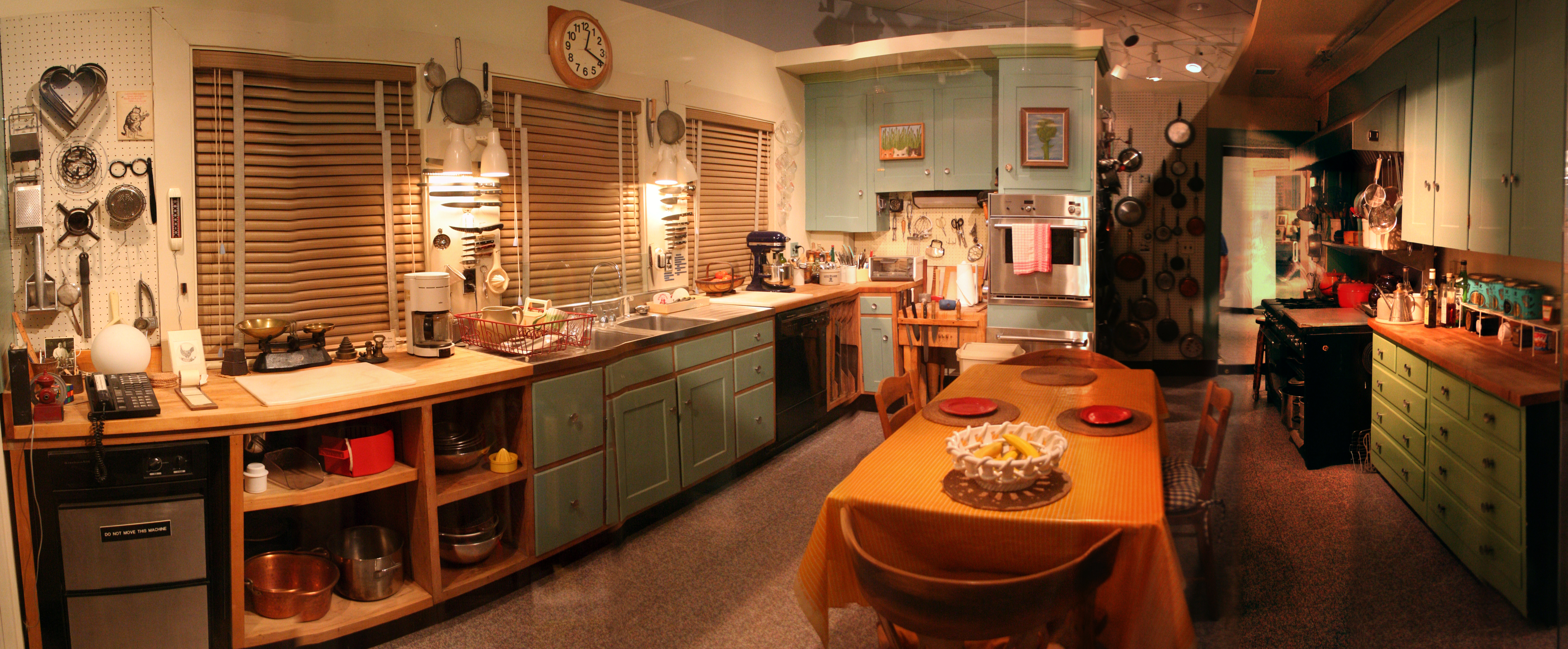
„Julia Child konyhája”, amit a férje tervezett - három tévésorozatban volt a főzőműsor helyszíne

Julia Child négy további sorozatban szerepelt az 1990-es években, amiben vendégszakácsok is közreműködtek: Cooking with Master Chefs, In Julia's Kitchen with Master Chefs, Baking With Julia és Julia Child & Jacques Pépin Cooking at Home.. Jacques Pépin többször volt a társa ezeken a programokban és a könyveiben.
Többen bírálták Julia Child olyan alapanyagait modern táplálkozás-élettani szempontból, mint a vaj és a tejföl. Ezekkel a nézetekkel egész karrierje során vitatkozott és rámutatott, hogy „a fanatikus félelem az ételtől” átveszi az uralmat az Egyesült Államok étkezési szokásai fölött, és a „tápérték”-re való túlzott koncentrálás megszünteti az ételek élvezetét. Egy 1990-es nyilatkozatban azt mondta: „Mindenki túlreagálja a dolgot. Ha az ételtől való félelem folytatódik, az a gasztronómia halála lesz az Egyesült Államokban. Szerencsére a franciák nem szenvednek ettől a hisztériától. Élveznünk kell az ételeket. Az életben ez a legegyszerűbb élvezet.”
A In Julia's Kitchen with Master Chefs sorozattal kezdve Julia Child saját konyhája Cambridge-ben volt a helyszíne a műsornak. Ezt teljesen átalakították, hogy a műsor felvételeire alkalmas legyen: tévé-minőségű világítás, három kamera (amik a teljes teret közvetíteni tudták), és egy robusztus sütő-terület (egyik részén gázsütő, villanytűzhely a másik oldalon), ami középen helyezkedett el. Elegendő hely maradt Julia Child egyéb konyhai eszközeinek (edények, lábasok, még egy fali tűzhely is, aminek az ajtaja nyikorgott). Gyakorlatilag minden részt itt vettek fel az 1990-es években.

## Az utolsó évek
Szeretett barátnője, Simone Beck halála után átadta franciaországi otthona, a La Peetch kezelését unokahúgának, Philának, miután egy hónapot ott töltött 1992 júniusában, ahogy ezt közel 30 évvel korábban ő és férje, Paul Child megígérték a családnak. 1992-ben egy hónapos kirándulást tett Olaszországban Bob Spitz amerikai újságíróval. Spitz jegyzeteket és hangfelvételeket készített az út során, amiket 2012-ben könyvben jelentetett meg, Julia Child 100. születésnapjára.
Paul, aki tíz évvel idősebb volt Juliánál, 1994-ben meghalt az idősek otthonában, öt évvel azután, hogy több stroke-ja volt.
2001-ben Julia Child bevonult egy idősotthonba (Santa Barbara, Kalifornia). Házát és irodáját a Smith College-ra hagyta (ők később eladták a házat). Konyháját, amiben a pultok szokatlanul magasan voltak, Julia termetéhez igazodva, a National Museum of American History-nak adományozta („amerikai történelmi múzeum”), ahol jelenleg is látható. Jellegzetes rézedényei és fazekai először a „COPIA”-ban voltak kiállítva (Napa, Kalifornia), majd 2009 augusztusában átkerültek a Smithsonian múzeumába (Washington, DC.), a többi kiállítási darabhoz.
2000-ben Julia Child megkapta a francia becsületrendet, és az amerikai művészeti és tudományos akadémia tagjai közé választották. 2003-ban megkapta az amerikai elnöki szabadság-érmet. Tiszteletbeli doktori címet kapott a Harvard University-tól, a Smith College-tól és a Brown University-tól, más egyetemek mellett.
2004. augusztus 13-án Julia Child elhunyt a Casa Dorinda nevű idősotthonban, ahol lakott (Montecito, Kalifornia), két nappal 92. születésnapja előtt. Halálát veseelégtelenség okozta.
Julia Child így fejezte be utolsó könyvét, a My Life in France-t: „...visszagondolva az jut eszembe, hogy az asztal és az élet örömei végtelenek – toujours bon appétit!"” (toujours bon appétit! = „mindig jó étvágyat!”)

## Munkái

### Tévés műsorok
- The French Chef (1963–1973)
- Julia Child & Company (1978–1979)
- Julia Child & More Company (1980–1982)
- Dinner at Julia's (1983–1985)
- The Way To Cook (1989) hat egyórás videókazetta
- A Birthday Party for Julia Child: Compliments to the Chef (1992)
- Cooking with Master Chefs: Hosted by Julia Child (1993–1994) 16 epizód
- Cooking In Concert: Julia Child & Jacques Pepin (1993)
- In Julia's Kitchen with Master Chefs (1994–1996), 39 epizód
- Cooking in Concert: Julia Child & Jacques Pepin (1995)[38]
- Baking with Julia (1996–1998) 39 epizód
- Julia & Jacques Cooking at Home (1999–2000) 22 epizód
- Julia Child's Kitchen Wisdom, (2000) kétórás különkiadás

### DVD kiadások
- Julia Child's Kitchen Wisdom (2000)
- Julia and Jacques: Cooking at Home (2003)
- Julia Child: America's Favorite Chef (2004)
- The French Chef: Volume One (2005)
- The French Chef: Volume Two (2005)
- Julia Child! The French Chef (2006)
- The Way To Cook (2009)
- Baking With Julia (2009)

### Könyvei
- Mastering the Art of French Cooking (1961), társszerzők Simone Beck és Louisette Bertholle ISBN 0-375-41340-5
- The French Chef Cookbook (1968)—ISBN 0-394-40135-2
- Mastering the Art of French Cooking, Volume Two (1970), társszerző Simone Beck ISBN 0-394-40152-2
- From Julia Child's Kitchen (1975) ISBN 0-517-20712-5
- Julia Child & Company (1978) ISBN 0-345-31449-2
- Julia Child & More Company (1979) ISBN 0-345-31450-6
- The Way To Cook (1989) ISBN 0-394-53264-3
- Julia Child's Menu Cookbook (1991), one-volume edition of Julia Child & Company and Julia Child & More Company ISBN 0-517-06485-5
- Cooking With Master Chefs (1993) ISBN 0-679-74829-6
- In Julia's Kitchen with Master Chefs (1995) ISBN 0-679-43896-3
- Baking with Julia (1996) ISBN 0-688-14657-0
- Julia's Delicious Little Dinners (1998) ISBN 0-375-40336-1
- Julia's Menus For Special Occasions (1998) ISBN 0-375-40338-8
- Julia's Breakfasts, Lunches & Suppers (1999) ISBN 0-375-40339-6
- Julia's Casual Dinners (1999) ISBN 0-375-40337-X
- Julia and Jacques Cooking at Home (1999), társszerző Jacques Pépin ISBN 0-375-40431-7
- Julia's Kitchen Wisdom (2000) ISBN 0-375-41151-8
- My Life in France (2006, posztumusz), társszerző Alex Prud'homme ISBN 1-4000-4346-8
- (gyűjteményes kiadás, más szerzőkkel) American Food Writing: An Anthology with Classic Recipes, ed. Molly O'Neill (Library of America, 2007) ISBN 1-59853-005-4

## Magyarul megjelent művei
- Életem Franciaországban; közrem. Alex Prud'homme; ford. Lelik Krisztina; Kelly, Bp., 2011

## Kulturális hatás
- 2002-ben Child szakácskönyvei inspirálták Julie Powell amerikai bloggert, aki elhatározta, hogy egy év alatt Child francia szakácskönyvének összes receptjét elkészíti. A blog alapján Powell 2005-ben könyvet írt.[39][40][41] 2009-ben Julia Child önéletrajzi könyve, a My Life in France és Julie Powell regénye alapján Nora Ephron mozifilmet készített Julie és Julia – Két nő, egy recept címmel, amiben Meryl Streep alakította Julia Child szerepét. A filmbeli teljesítményéért Meryl Streep Golden Globe-díjat kapott „vígjáték” kategóriában. Maga Child nem kedvelte Powell blogját, közönségesnek és hatásvadásznak tartotta.[42]

## Fordítás
- Ez a szócikk részben vagy egészben  a   Julia Child című angol Wikipédia-szócikk fordításán alapul.  Az eredeti cikk szerkesztőit annak laptörténete sorolja fel. Ez a jelzés csupán a megfogalmazás eredetét és a szerzői jogokat jelzi, nem szolgál a cikkben szereplő információk forrásmegjelöléseként.